# Ruellia drymophila
Ruellia drymophila là một loài thực vật có hoa trong họ Ô rô. Loài này được (Diels) Hand.-Mazz. miêu tả khoa học đầu tiên năm 1924.